# Korfbal League 2012/13
Het Korfbal League seizoen 2012/13 is de 8e editie van de Korfbal League. De Korfbal League is de hoogste competitie in het Nederlandse zaalkorfbal.
De opzet van de competitie opzet bleef hetzelfde; 1 poule met 10 teams. Elk team speelt 1 thuis-en uitwedstrijd tegen elk ander team. Aan het einde van de competitie strijden de nummers 1 t/m 4 volgens het play-offsysteem (best-of-3) om een plaats in de zaalfinale. De finale werd gespeeld in Ahoy, Rotterdam.
Het team dat als laatste eindigde, degradeerde direct terug naar de Hoofdklasse. De Hoofdklasse kampioen promoveert direct naar de Korfbal League van volgend jaar.
De nummer 9 van de Korfbal League moet via promotie/degradatie strijden tegen degradatie. Tegenstander is de verliezend Hoofdklasse finalist. Dit is een best-of-3 serie. 
In dit seizoen maakt 1 team hun entree in de Korfbal League, namelijk het Friese LDODK.
Ook dit seizoen is Wereldtickets.nl de officiële naamsponsor van de competitie. 

## Teams
In dit seizoen zullen 10 teams deelnemen aan het hoofdtoernooi in de Korfbal League. Vervolgens zullen 4 teams strijden om een finale plek in Ahoy, in de play-offrondes. Daarnaast maken de nummers 1 en 2 van de Hoofdklasse A en B kans om volgend jaar in de Korfbal League te spelen.
| Club               | Plaats           | Coach                               |
| ------------------ | ---------------- | ----------------------------------- |
| AKC Blauw-Wit      | Amsterdam        | Riko Kruit                          |
| Dalto/BNApp.nl     | Driebergen       | Ron Steenbergen                     |
| DeetosSnel/Volhuis | Dordrecht        | Patrick den Hartog & Dennis Voshart |
| DVO/Accountor      | Bennekom         | Jacko Vermeer                       |
| Fortuna/MHIR       | Delft            | Ard Korporaal & Joost Preuninger    |
| Nic./Alfa-College  | Groningen        | Harold Jellema                      |
| KZ/Hiltex          | Koog aan de Zaan | Gerald Aukes                        |
| LDODK/AH Gorredijk | Gorredijk        | Jan Sjoerd Pool                     |
| PKC/Hagero         | Papendrecht      | Ben Crum & Jan de Jager             |
| TOP/Quoratio       | Sassenheim       | Jan Niebeek                         |

## Seizoen
In de Korfbal League speelt elk team 18 wedstrijden, waarbij er thuis 9 worden gespeeld en 9 uitwedstrijden worden gespeeld.
De nummers 1, 2, 3 en nummer 4 zullen zich plaatsen voor de play-offs, voor een "best of 3". De winnaars tussen de teams zullen zich plaatsen voor de finale in Ahoy, waar ook de A Junioren Finale wordt gespeeld. Echter degradeert de nummer 10 meteen naar de Hoofdklasse. De nummer 9 zal het opnemen tegen de verliezend finalist van de promotie play-offs.
| pos | club               | gs | w  | g | v  | pnt | dv  | dt  | dt   |
| --- | ------------------ | -- | -- | - | -- | --- | --- | --- | ---- |
| 1.  | PKC/Hagero         | 18 | 15 | 1 | 2  | 31  | 479 | 387 | +92  |
| 2.  | Fortuna/MHIR       | 18 | 13 | 2 | 3  | 28  | 446 | 386 | +60  |
| 3.  | KZ/Hiltex          | 18 | 12 | 3 | 3  | 27  | 459 | 410 | +49  |
| 4.  | AKC Blauw-Wit      | 18 | 9  | 2 | 7  | 20  | 446 | 422 | +24  |
| 5.  | TOP/Justlease.nl   | 18 | 8  | 1 | 9  | 17  | 452 | 425 | +27  |
| 6.  | DVO/Accountor      | 18 | 8  | 1 | 9  | 17  | 444 | 441 | +3   |
| 7.  | Dalto/BNApp.nl     | 18 | 7  | 2 | 9  | 16  | 430 | 435 | -5   |
| 8.  | LDODK/AH Gorredijk | 18 | 5  | 2 | 11 | 12  | 375 | 446 | -71  |
| 9.  | Nic./Alfa-College  | 18 | 4  | 1 | 13 | 9   | 375 | 428 | -53  |
| 10. | DeetosSnel/Volhuis | 18 | 1  | 1 | 16 | 3   | 391 | 517 | -126 |

## Play-offs en Finale
Play-Offs
|  | Halve finale | Halve finale  | Halve finale | Halve finale | Halve finale |    |    | Finale           | Finale           | Finale           | Finale           | Finale           |
|  |              |               |              |              |              |    |    |                  |                  |                  |                  |                  |
|  | 4            | AKC Blauw-Wit | 23           | 28           | 24           |    |    |                  |                  |                  |                  |                  |
|  | 1            | PKC/Hagero    | 29           | 25           | 26           |    |    |                  |                  |                  |                  |                  |
|  | 1            | PKC/Hagero    | 29           | 25           | 26           |    | 1  | PKC/Hagero       | 20               |                  |                  |                  |
|  |              |               |              |              |              |    | 1  | PKC/Hagero       | 20               |                  |                  |                  |
|  |              | 2             | Fortuna/MHIR | 19           |              |    |    |                  |                  |                  |                  |                  |
|  | 3            | 2             | Fortuna/MHIR | 19           | KZ/Hiltex    | 25 | 21 | 21               |                  |                  |                  |                  |
|  | 3            |               |              |              | KZ/Hiltex    | 25 | 21 | 21               |                  |                  |                  |                  |
|  | 2            | Fortuna/MHIR  | 26           | 20           | 27           |    |    | Bronzen medaille | Bronzen medaille | Bronzen medaille | Bronzen medaille | Bronzen medaille |
|  |              |               |              |              |              |    | 4  | AKC Blauw-Wit    | 29               |                  |                  |                  |
|  |              |               |              |              |              |    |    | 3                | KZ/Hiltex        | 20               |                  |                  |

| Korfbal Leaugue Kampioen van Nederland 2013 |
| ------------------------------------------- |
| PKC/Hagero Eerste Titel                     |

## Promotie
Directe promotie naar de Korfbal League vindt plaats in de kampioenswedstrijd tussen de kampioen van Hoofdklasse A en B.
| Hoofdklasse Finale |               |    |
|                    |               |    |
| H1                 | DOS'46        | 16 |
| H2                 | OVVO/De Kroon | 24 |

OVVO/De Kroon promoveert hierdoor direct naar de Korfbal League 2013/14

## Promotie/Degradatie
De nummer 9 van de Korfbal League speelt na de Hoofdklasse Finale een best-of-3 serie play-down tegen de verliezend Hoofdklasse finalist.
De winnaar van deze serie zal acteren in Korfbal League 2013/14
| Ontknoping |                   |    |    |
|            |                   |    |    |
| 9          | Nic./Alfa-College | 26 | 20 |
| H2         | DOS'46            | 25 | 17 |

Hierdoor blijft Nic./Alfa-College actief in de Korfbal League en degradeert niet.

## Prijzen
Zoals elk jaar worden er de jaarlijkse korfbal prijzen verdeeld. In dit seizoen zijn dit de prijswinnaars:
| Award                    | Winnaar                    | Club         |
| ------------------------ | -------------------------- | ------------ |
| Beste Speler             | Barry Schep                | Fortuna/MHIR |
| Beste Speelster          | Mirjam Maltha              | Fortuna/MHIR |
| Beste coach              | Ben Crum & Jan de Jager    | PKC          |
| ERIMA beste arbitrage    | Henry van Meerten & Ed Hom |              |
| Beste Speler onder 23    | Richard Kunst              | PKC          |
| Beste Speelster onder 23 | Nadhie den Dunnen          | PKC          |

## Topscoorders
| Categorie              | Winnaar         | Club  | Gescoord aantal goals |
| ---------------------- | --------------- | ----- | --------------------- |
| Topscoorder mannelijk  | Jos Roseboom    | DVO   | 157                   |
| Topscoorder vrouwelijk | Barbara Brouwer | Dalto | 59                    |

## Trivia
- AKC Blauw-Wit begon de league met Frits Haan als hoofdcoach. Echter stapte hij in november al op. Coach Riko Kruit verving hem